# KStars
KStars — віртуальний планетарій, який є частиною модуля освітніх програм KDE Edutainment Project. Розповсюджується згідно з GNU General Public License.
KStars показує нічне небо з будь-якої точки нашої планети. Можна спостерігати зоряне небо не тільки в реальному часі, але і яким воно було або буде, вказавши бажану дату і час. Програма здатна показувати розташування понад 130 000 зірок, 8 планет Сонячної системи, Сонце, Місяць, тисячі астероїдів та комет.

## Можливості програми
- Інформація про назви зір, сузір'їв, планет та їх супутників.
- Інформаційна довідка про кожне видиме небесне тіло.
- Можливість ведення щоденників спостереження.
- Керування телескопом, що підключається до комп'ютера.
- Зоряний калькулятор для наукових розрахунків.
- Генератор[уточнити] кривих блиску AAVSO.
- Будівник скриптів.